# 麗港公園

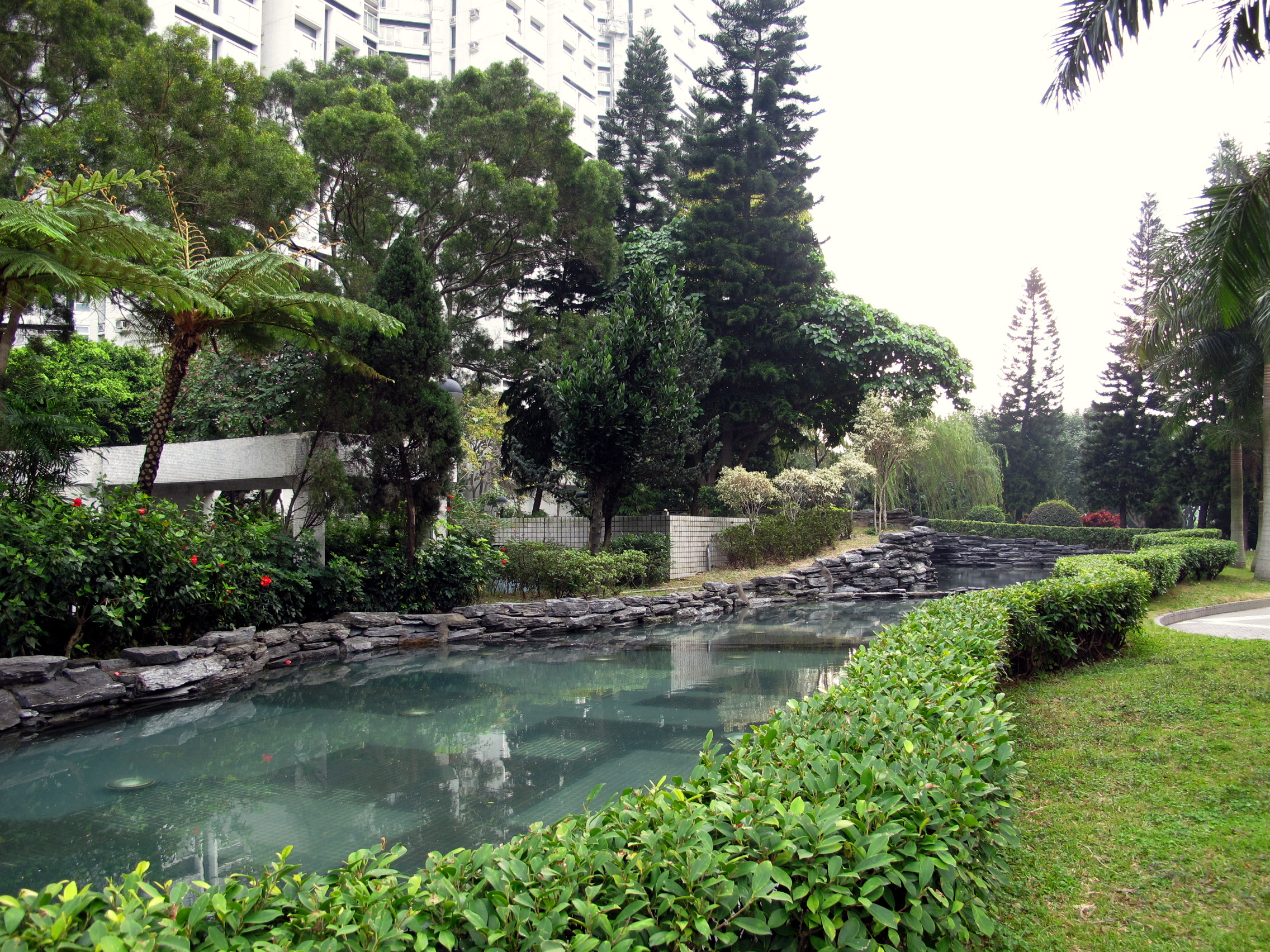
麗港公園水池景

麗港公園（英語：Laguna Park）位於香港九龍晒草灣偉發道麗港城第1至12座旁，面積廣達30萬平方呎。與紅磡海逸豪園的和黄公園一樣，由長江實業於1991年興建，1992年落成後再交給市政局（現康樂及文化事務署）管理。由於公園毗鄰私人屋苑，故使用率高。每逢聖誕節與中秋節鄰近的議員辦事處、宗教團體及社區團體均於公園中央舉辦應節活動。場地現時全面禁煙。

## 設施
公園設有多個出口，東面出口通往茶果嶺道，南面2個出口連接麗港城，西面出口通往偉業街，北面2個出口通往偉發道。水池的設計與長江實業發展的嘉湖山莊相似。公園中央設置了一個觀景台，可讓市民從較高位置欣賞水池及附近風景；公園內還有棋林、健身設施、緩跑徑（優質健行徑）、兒童遊樂場的設施、公厠及飲水機，為男女老少提供合適的活動空間。

## 翻新工程
公園於2016年末開始分3階段進行翻新工程，耗資1770萬港元，工程包括更換地磚、為設施髹油（覆蓋原來紙皮石）等。原本預計2017年9月完成，最後延至2018年竣工。

## 鄰近
- 麗港城第1至12座
- 翠屏河花園
- 茶果嶺海濱公園
- 成業街休憩花園（已拆卸）
- 偉發道
- 觀塘繞道

- 棋林
- 兒童遊樂場
- 從觀景台看麗港公園水池景

## 外部連結
- 康樂及文化事務署 觀塘區 緩跑徑/健身徑